# Sofades
Sofades (griego: Σοφάδες) es un municipio de la República Helénica perteneciente a la unidad periférica de Karditsa de la periferia de Tesalia.
El municipio se formó en 2011 mediante la fusión de los antiguos municipios de Arni, Menelaída, Rentina, Sofades y Tamasio, que pasaron a ser unidades municipales. El municipio tiene un área de 720,75 km² de los cuales 241,25 pertenecen a la unidad municipal de Sofades.
En 2011 el municipio tenía 18 864 habitantes, de los cuales 11 153 vivían en la unidad municipal de Sofades.
La localidad se ubica unos 10 km al este de Karditsa, sobre la carretera 30 que lleva a Volos.
La actual villa de Sofades se ubica muy próxima a la antigua ciudad de Cíero, una de las ciudades más importantes de la antigua Tesalia, que se ubicaba en la actual unidad municipal de Arni.